# الخطوط الجوية القطرية
شركة الخطوط الجوية القطرية أو القطرية  هي شركة الطيران الوطنية في دولة قطر، وهي شركة مملوكة من قبل الدولة. يقع مقر الشركة الرئيسي في برج الخطوط الجوية القطرية في الدوحة، تشغل الشركة شبكة محورية وتربط بين أكثر من 150 وجهة دولية حول إفريقيا وآسيا الوسطى وأوروبا والشرق الأقصى وجنوب آسيا والشرق الأوسط وأمريكا الشمالية وأمريكا الجنوبية وأوقيانوسيا من قاعدتها في مطار حمد الدولي باستخدام أسطول مكون من أكثر من 200 طائرة. توظف مجموعة الخطوط الجوية القطرية أكثر من 43,000 شخص. الشركة عضو في تحالف عالم واحد منذ أكتوبر 2013، وهي أول شركة طيران خليجية توقع مع أحد تحالفات شركات الطيران الثلاث.
تعتبر الخطوط القطرية من بين أسرع خطوط الطيران نمواً في العالم، وأحد ستة شركات طيران التي حصلت على وصف «خطوط طيران ذو الخمس نجوم» من سكايتراكس على مستوى جودة الخدمات، وهو التصنيف الذي تنفرد به الخطوط القطرية على مستوى الشرق الأوسط، كما حصلت على جائزة «مينا» التي تقدمها منظمة «مستشارو إداريي الضيافة العالمية» كأفضل شركة طيران في الشرق الأوسط وشمال أفريقيا للعام 2005، كما تم منح طاقم ضيافة الخطوط القطرية لقب أفضل طاقم ضيافة في الشرق الأوسط للسنة الرابعة على التوالي عام 2006
حصلت الخطوط الجوية القطرية على جائزة أفضل شركة طيران في العالم خلال حفل توزيع جوائز شركات الطيران العالمية "سكاي تراكس" لعام 2024، وهي المرة الثامنة التي تفوز فيها الناقلة بلقب شركة طيران العام خلال تاريخ الجوائز الممتد لـ 25 عامًا منذ العام 1999.

## نبذة تاريخية

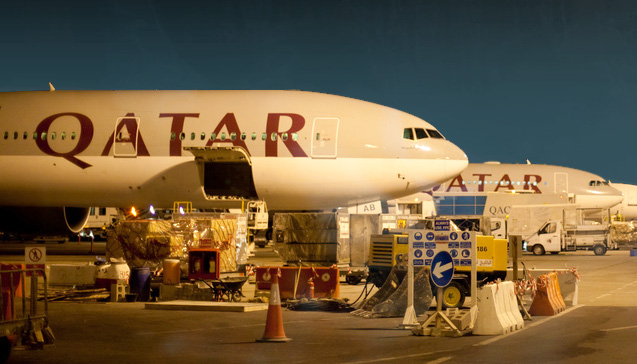
طائرة من طراز بوينغ 777-300

يرجع تاريخ إنشاء الخطوط القطرية إلى 22 نوفمبر 1993، عندما أرادت الأسرة الحاكمة في قطر إنشاء شركة طيران وطنية تابعة لدولة قطر، وكانت الرحلة الأولى للشركة في 20 يناير 1994، واستخدمت الخطوط القطرية في رحلاتها الأولى طائرة مستأجرة من طراز بوينغ 737-200 وطائرتان من طراز إيرباص إيه 310، واستخدمت هذه الطائرات أساساً لوجهات الشرق الأوسط، ثم حصلت الشركة فيما بعد طائرتان من طراز بوينغ 727 وطائرتان من طراز بوينغ 747SP، والتي أستخدمت في وجهات لندن، داكار، كولومبو وبانكوك.
في عام 1997 تم إعادة هيكلة الشركة وأعيد انطلاقها بشكل جديد، وتم تعيين رئيس تنفيذي جديد للشركة هو أكبر الباكر، والذي ما زال يشغل هذا المنصب حتى الآن، وأعلنت الشركة عام 2001 عن توقيع عقد لشراء خمسة طائرات من طراز إيرباص إيه 380 العملاقة سيتم استلامهم بحلول عام 2012، وفي يونيو 2003 قامت الشركة بتوقيع اتفاقية أخرى بقيمة 5.1 بيليون دولار أمريكي مع شركة إيرباص لشراء 34 طائرة، وبلغت وجهات الخطوط القطرية بنهاية عام 2003 ما يقارب 49 وجهة في أوروبا، الشرق الأوسط، شمال أفريقيا، شبه القارة الهندية والشرق الأقصى، وازداد عدد الوجهات بحلول نهاية عام 2005 لتبلغ 60 وجهة.

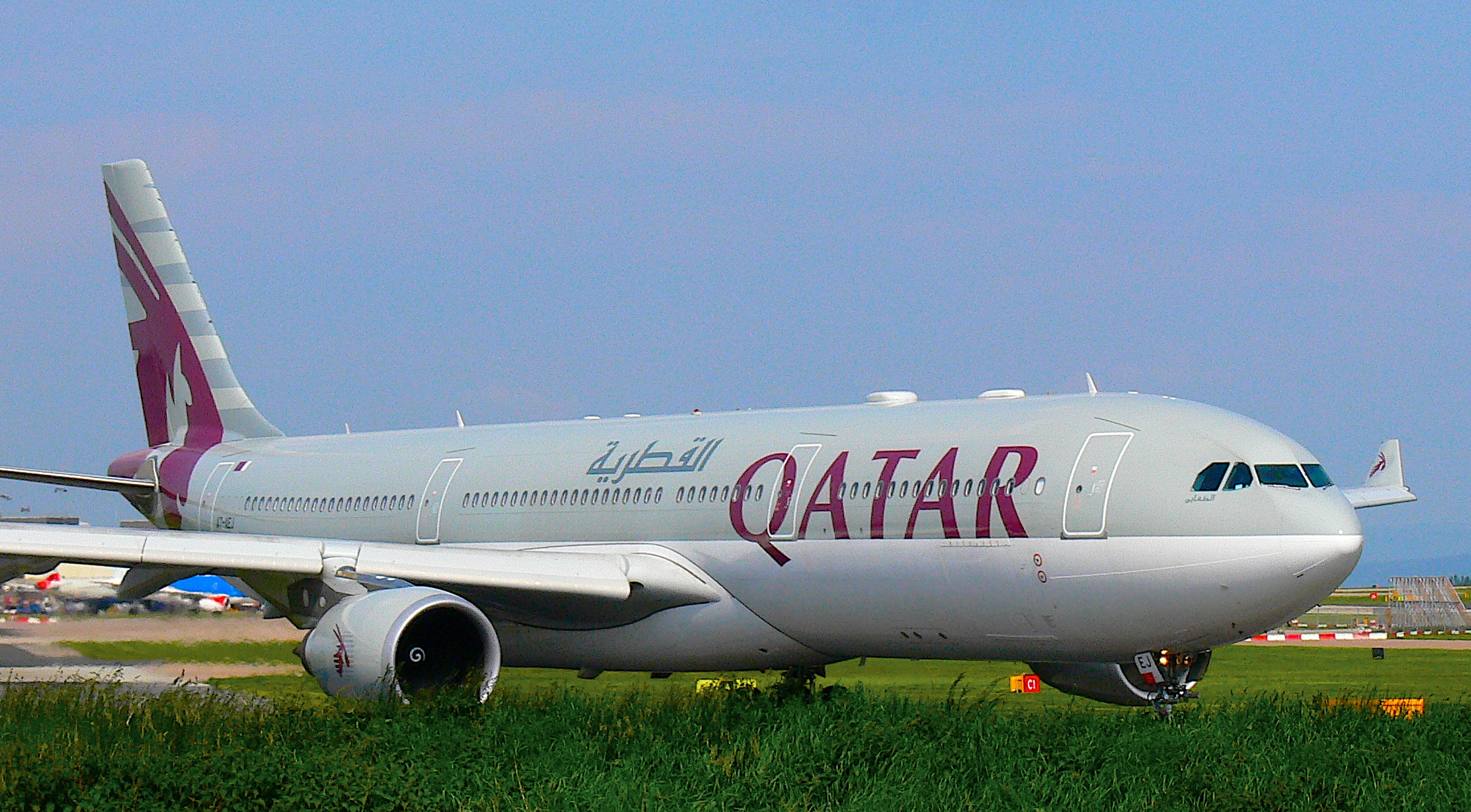
طائرة من طراز ايرباص إيه 330-200

وفي عام 2006 كشفت الخطوط القطرية عن المظهر الخارجي الجديد لطائراتها، ويُظهر التصميم الجديد من الخارج شعار «المها» باللون العنابي ممتداً على طول ذيل الطائرة والجزء الخلفي من جسمها وبشكل أكبر وأوضح وأقوى من التصميم القديم، كما تحمل الطائرات التابعة للقطرية شعار حيوان «المها» على الجزء السفلي من جسم الطائرة مما يمّكن من رأيته أثناء التحليق المنخفض عند الإقلاع والهبوط، كما تم وضع شعار «المها» على الجناحين والمحركات، حيث أن حيوان «المها» واللون العنابي مستوحان من شعار وطبيعة دولة قطر.

## مجموعة الخطوط الجوية القطرية

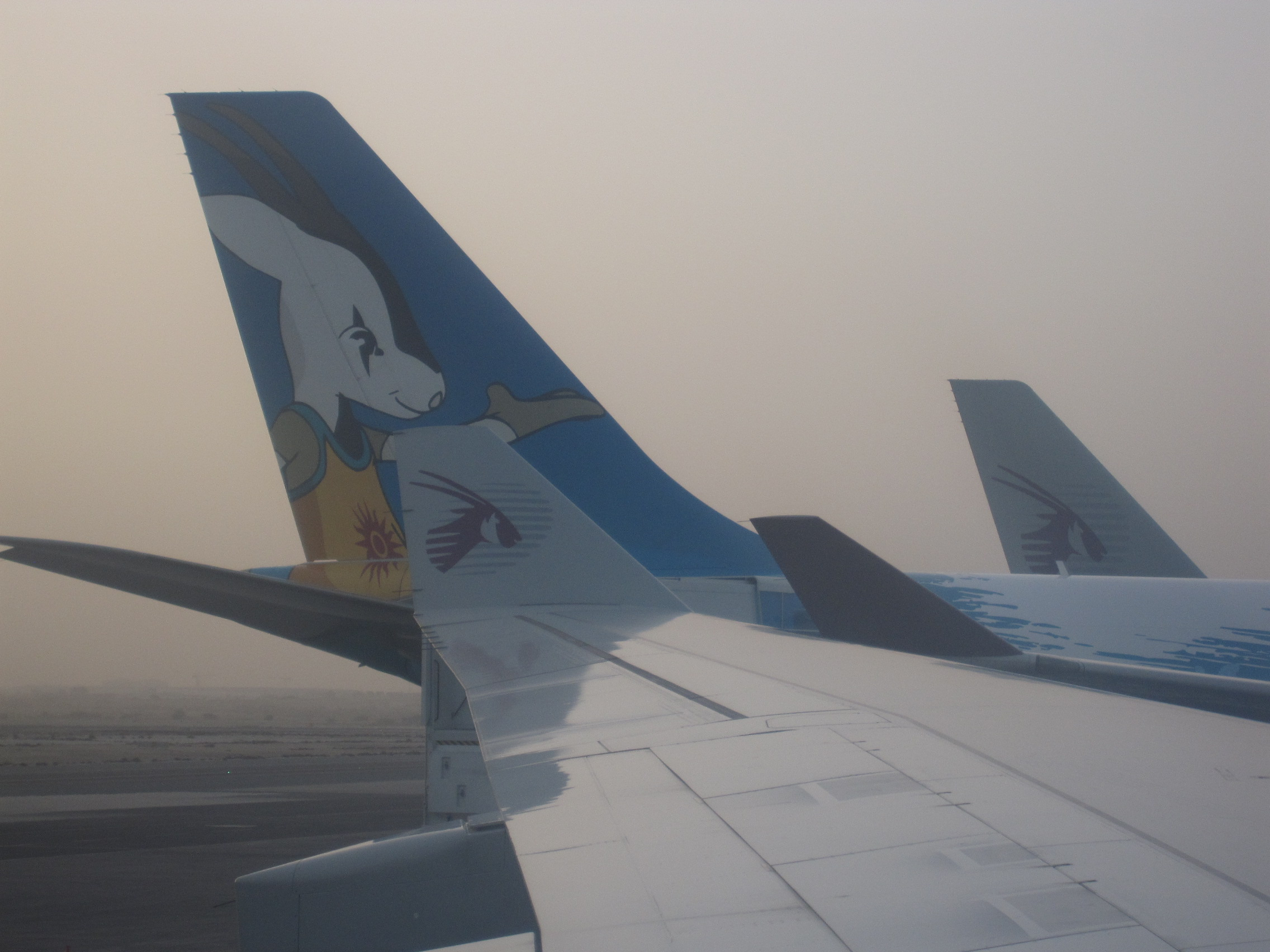
ثلاث طائرات تابعة للخطوط القطرية تظهر اثنتان منها بالشعار القديم للشركة، والثالثة تظهر بشعار دورة الألعاب الآسيوية 2006 التي أقيمت في الدوحة

تتكون مجموعة الخطوط الجوية القطرية من عدة شركات تابعة هي:
- القطرية للشحن الجوي.
- مطار الدوحة الدولي.
- شركة خدمات المها.
- القطرية للعطلات.
- القطرية «نادي الامتياز».
- الشركة القطرية لتموين الطائرات.
- الشركة القطرية لخدمات الطيران.
- الشركة القطرية للأسواق الحرة.
- الشركة القطرية للتوزيع.
- الشركة القطرية لطائرات رجال الأعمال.
- المتحدة الاعلامية الدولية

## الوجهات
تقدم الخطوط القطرية خدماتها لأكثر من 150 وجهة في الشرق الأوسط، آسيا، أفريقيا، أوروبا، أمريكا الشمالية والجنوبية وأستراليا.

## داخل الطائرة

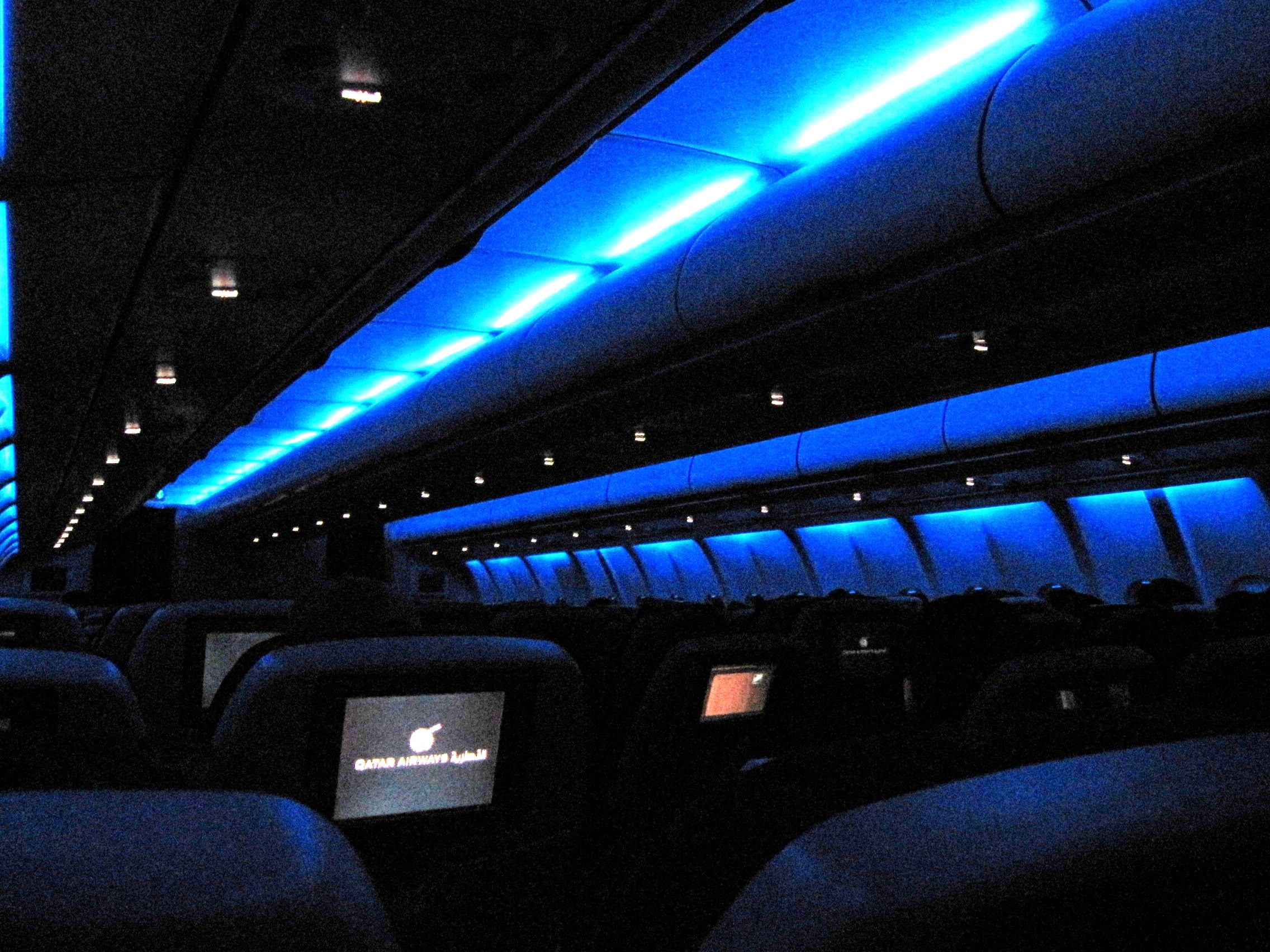
منظر لكابينة طائرة إيرباص A330 التابعة لشركة القطرية أثناء الليل

جميع الدرجات (الأولى/رجال الأعمال/السياحية) على متن طائرات الخطوط القطرية (باستثناء طائرات الإيرباص 300/319/320/321) يوجد لديها شاشات لعرض الفيديو البث التلفزيوني الفضائي لعرض مجموعة من القنوات الأوروبية والعربية في ظهر كل مقعد.
تتميز مقاعد الدرجة الأولى في طائرات الإيرباص 330/340 بإمكانية استلقاء الركاب عليها براحة كبيرة بزاوية 180 درجة وتسمى المقاعد المسطحة، حيث أن الخطوط القطرية أول خطوط جوية في الشرق الأوسط تقدم المقاعد المسطحة، كما يتوفر لدى المسافر هاتف شخصيّ خاص، توصيلة كهرباء لجهاز الكمبيوتر المحمول، إضافة إلى شاشة تلفاز خاصة في ظهر كل مقعد لمشاهدة مجموعة من أحدث الأفلام العربية/الإنجليزية/الهندية، ويقدم للمسافر لحاف من الريش، أخفاف، بيجاما ومجموعة من لوازم النوم الليلية أثناء الرحلات الطويلة.

## إتفاقيات الرمز المشترك
عقدت الخطوط القطرية اتفاقيات عديدة للرمز المشترك وهذه الشركات هي:
- لوفتهانزا.
- بي إم أي.
- الخطوط السعودية.
- طيران الشرق الأوسط.
- الخطوط الجوية الماليزية.
- خطوط كل اليابان الجوية.
- الخطوط الجوية الفلبينية.
- خطوط يونايتد الجوية.
- جارودا إندونيسيا.

## أحداث وحوادث
- في 1 يونيو 2006 تعرضت طائرة الخطوط القطرية الرحلة 889 من طراز إيرباص إيه 330 وعلى متنها 221 راكبًا إلى عطل تقني في أحد محركاتها أثناء رحلتها إلى شانغهاي، وقامت الطائرة بعمل هبوط اضطراري في مطار أنديزا غاندي بالعاصمة الهندية نيودلهي دون إصابة أي أحد من الركاب.
- في 19 أبريل 2007 تعرضت طائرة من طراز إيرباص إيه 300 لحريق أثناء وقوفها بحظيرة طائرات تابعة لشركة الخليج لصيانة الطائرات «جامكو» في مطار أبوظبي الدولي ولم تسجل أي أضرار بشرية.

في 13/10/2010 وبعد إقلاع الرحلة 645 من مانيلا إلى الدوحة بساعات أصيب قائد الطائر بسكتة قلبية توفي على أثرها مباشرة وقام مساعده بتحويل الرحلة فورًا إلى أقرب مطار (كوالالمبور) ولم يصب أحد بمكروه.

## معرض صور

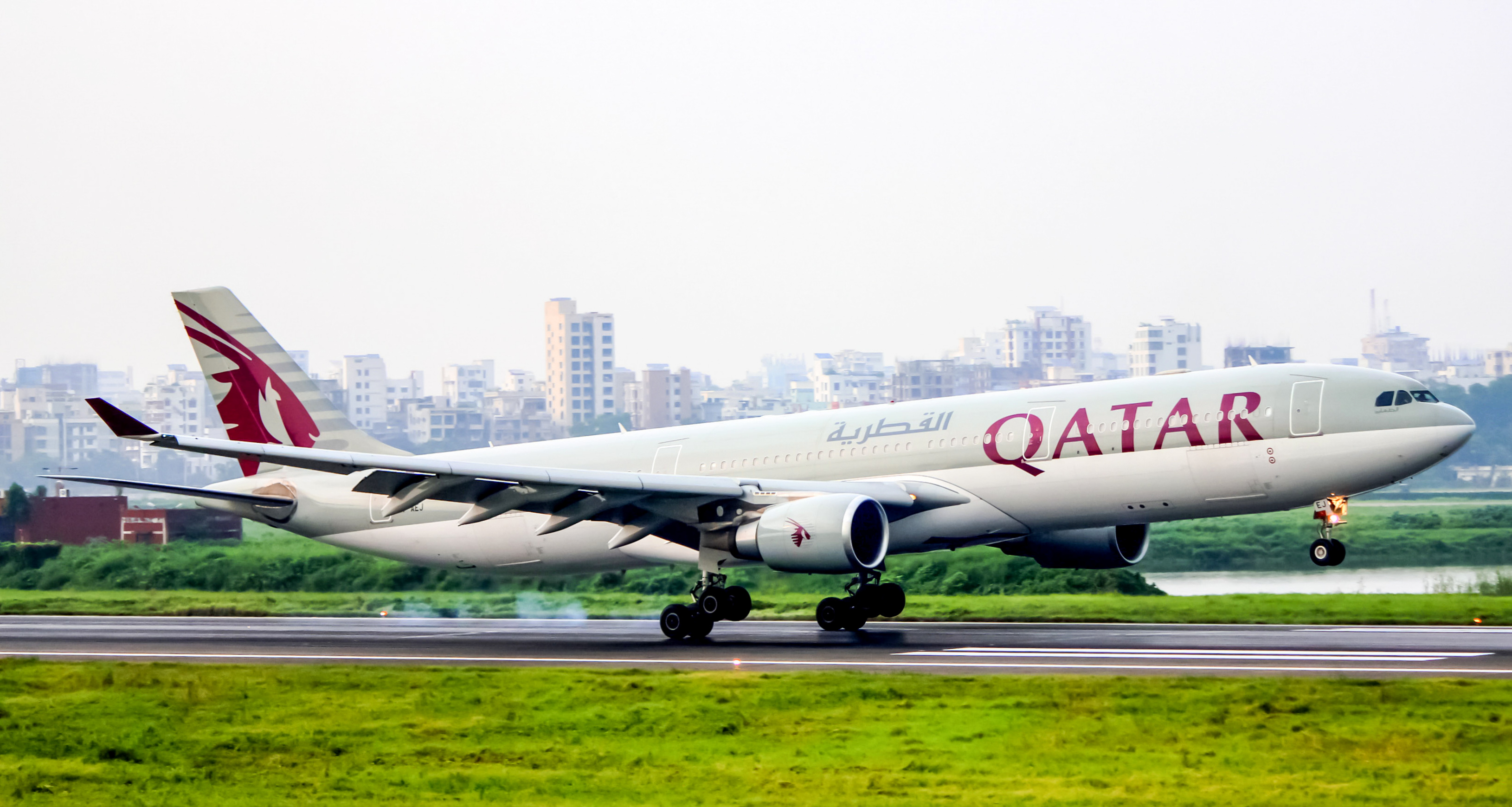
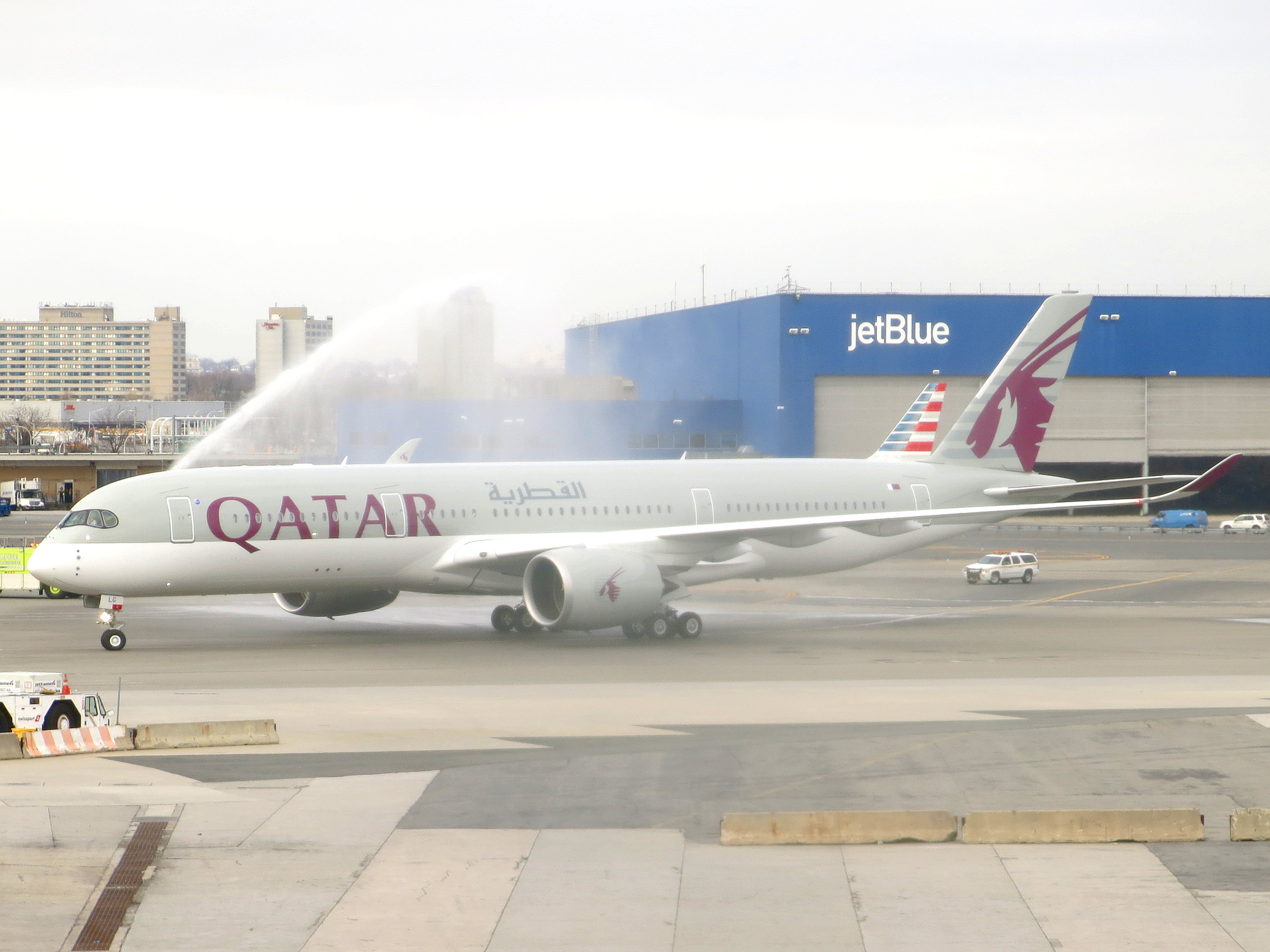
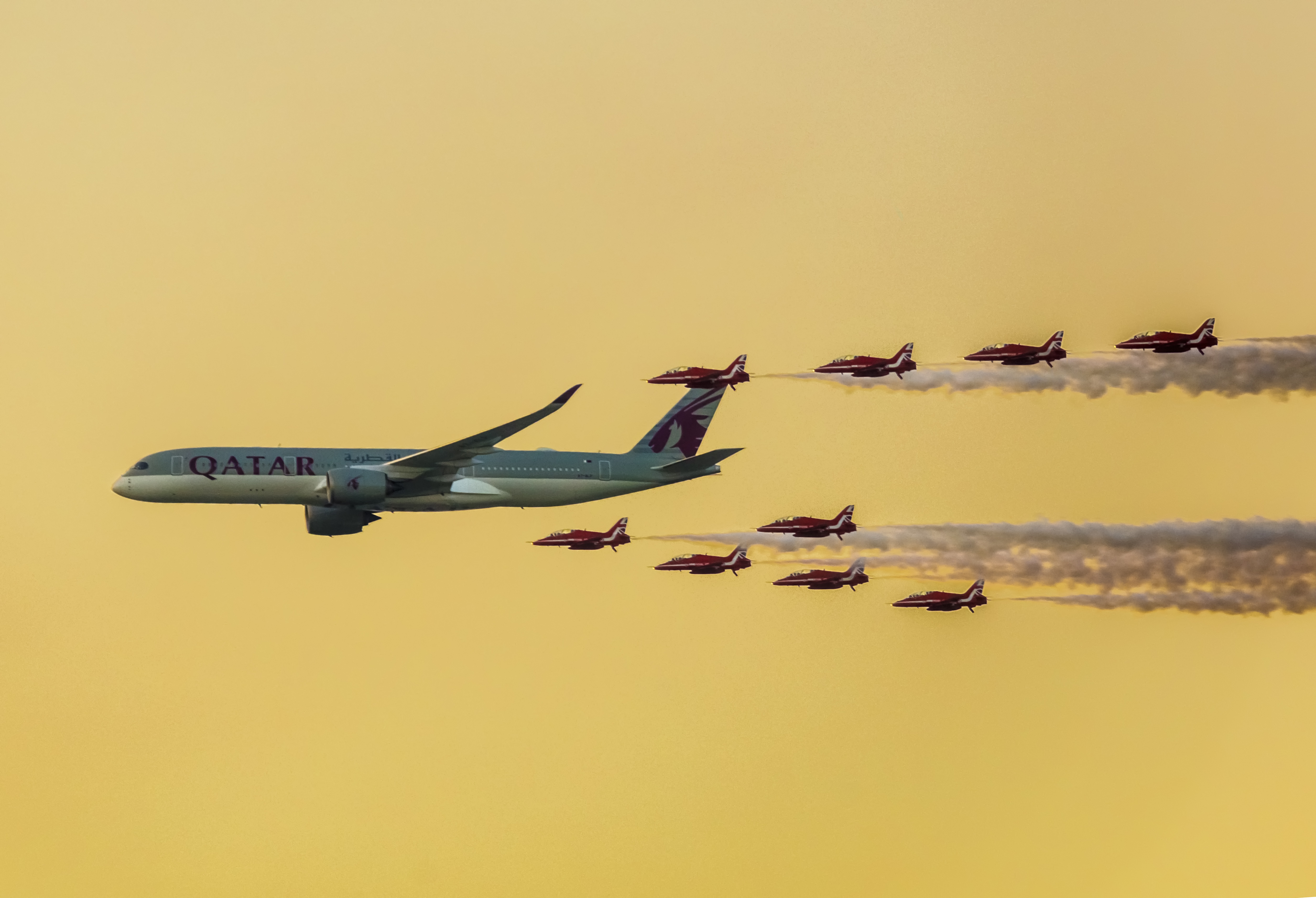
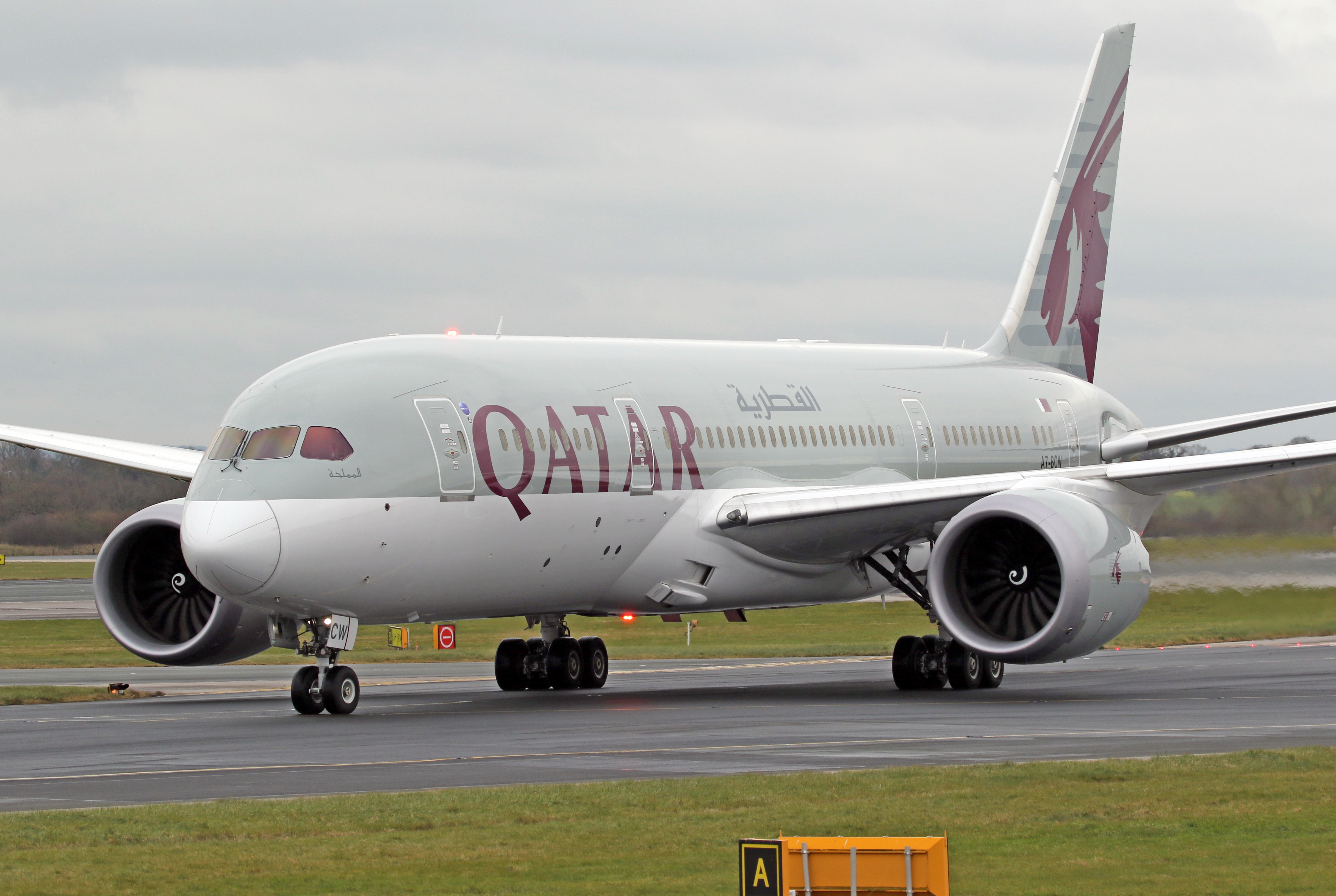